# NGC 4161
NGC 4161 (другие обозначения — UGC 7191, MCG 10-18-2, ZWG 292.78, IRAS12090+5800, PGC 38834) — спиральная галактика (Sc) в созвездии Большая Медведица.
Этот объект входит в число перечисленных в оригинальной редакции «Нового общего каталога».
В галактике вспыхнула сверхновая SN 2007gw типа II, её пиковая видимая звездная величина составила 16,7.
В галактике вспыхнула сверхновая SN 2006dk типа Ib, её пиковая видимая звездная величина составила 16,3.